# Столе Новаковић
Стојадин „Столе” Новаковић (1932—2011) био је српски и југословенски глумац. Најпознатији је по споредним улогама у филмовима Професионалац, Салаш у малом риту и ТВ серији Ђавоље мердевине.

## Биографија
Рођен је 1932. Глумом је активно почео да се бави 1967. споредном улогом у филму Кад будем мртав и бео. У домаћим серијама најчешће је тумачио улоге немачких војника и официра.  Последњу улогу имао је 2007. у домаћем филму Слободана Шијана, С. О. С. — Спасите наше душе.
Преминуо је 2011. у Србији.

## Филмографија
| Год.  | Назив                             | Улога                       |
| ----- | --------------------------------- | --------------------------- |
| 1967. | Кад будем мртав и бео             |                             |
| 1969. | Осека                             |                             |
| 1970. | Србија на Истоку                  |                             |
| 1973. | Позориште у кући                  | гост                        |
| 1975. | Отписани                          | немачки војник              |
| 1975. | Ђавоље мердевине                  | директор комбината          |
| 1976. | Салаш у Малом Риту                | немачки војник              |
| 1976. | Салаш у Малом Риту                | немачки војник              |
| 1979. | Слом                              | фолксдојчер                 |
| 1979. | Господин Димковић                 |                             |
| 1980. | Позоришна веза                    |                             |
| 1980. | Приповедања Радоја Домановића     |                             |
| 1981. | Краљевски воз                     |                             |
| 1981. | Сок од шљива                      | Битан гост на приредби      |
| 1982. | Савамала                          | Гост који је за демократију |
| 1983. | Балкан експрес                    | немачки официр              |
| 1983. | Задах тела                        | Шанкер у возу               |
| 1984. | Балкан експрес                    | крајскомандант              |
| 1984. | Дивља патка                       |                             |
| 1985. | Ћао, инспекторе                   |                             |
| 1986. | Развод на одређено време          |                             |
| 1986. | Одлазак ратника, повратак маршала |                             |
| 1987. | Место сусрета Београд             |                             |
| 1988. | Четрдесет осма — Завера и издаја  |                             |
| 1989. | Вампири су међу нама              | председавајући              |
| 1995. | Крај династије Обреновић          |                             |
| 2003. | Професионалац                     | Тејин отац                  |
| 2007. | С. О. С. — Спасите наше душе      | сељак                       |